# 内帕斯
内帕斯，是西班牙卡斯蒂利亚-莱昂索里亚省的一个市镇。总面积25平方公里，总人口81人（2001年），人口密度3人/平方公里。